# Біологічна статистика
Біологі́чна стати́стика[джерело?] (біостатистика, біометрі́я) — розділ математичної статистики для обробки результатів біологічних експериментів. За допомогою біометрії, в основі якої лежить теорія імовірностей, дається точна характеристика значення ознаки, яка вивчається, та її мінливості, встановлюється імовірність подібності або відмінності цієї ознаки в двох чи кількох групах особин, встановлюється ступінь залежності зміни одних ознак від зміни інших. Біометрія широко застосовується при вивченні різних теоретичних та практичних питань медицини, біології, рослинництва і тваринництва.

## Історія
Основи біометрії заклав бельгійський антрополог і статист А. Кетле (1796–1874). Створення ж математичного апарату даної науки належать англійській школі біометрів XIX століття, на чолі якої стояли двоюрідний брат Дарвіна Ф. Гальтон (1822–1911) та його учень Карл Пірсон (1857–1936). Власне Гальтон і ввів термін «біометрія» в 1889 році.
Значний вклад в розвиток біометрії здійснив англійський ботанік Рональд Фішер, який працював у 1910–1914 роках на агробіологічній станції поблизу Лондона. Колектив співробітників складався з одних чоловіків, але коли на роботу взяли жінку, спеціалістку з водоростей, Мюріель Брістоль, заради неї вирішено було заснувати файф-о-клок. На першому чаюванні зайшла суперечка: що правильніше — додавати молоко в чай або навпаки? Мюріель Брістоль, стверджувала, що легко відрізнить «неправильний» чай. Тому в сусідній кімнаті приготували за участю штатного хіміка різними способами кілька чашок чаю, і леді Мюріель правильно визначила всі чашки.
Рональд Фішер замислився: скільки повторів потребує дослід задля достовірності й виключення випадковості. З цих роздумів народилася спочатку стаття в часописі, опублікована в 1918 році, а потім класична праця «Статистичні методи для дослідників», видана в 1925 році в Единбурзі.